# 萨塔瓦特·庞拉尔莱特
萨塔瓦特·庞拉尔莱特（Sattawat Pongnairat，1990年5月8日—），美國男子羽毛球運動員。生於美國紐約，泰國裔美國人，2008年畢業於泰國曼谷Taweethapisak High School，目前在美國加州羽毛球俱樂部擔任教練。

## 簡歷
2013年8月，萨塔瓦特·庞拉尔莱特參加中國廣州舉行的世界羽毛球錦標賽，在比賽首日出戰男子單打項目，首圈就以0比2（6-21、9-21）大敗給持外卡參賽的林丹出局；次日，他又與周菲利浦出戰男子雙打項目，也在首圈以1比2（14-21、21-13、10-21）負於馬來西亞的查基利阿都拉迪夫/法鲁兹祖安出局。
2014年8月，萨塔瓦特·庞拉尔莱特參加丹麥哥本哈根舉行的世界羽毛球錦標賽，出戰男子單打項目。首圈以2-0擊敗南非選手雅各布·马列卡晉級，但在第二圈就以0比2（6-21、12-21）不敵7號種子、南韓的孫完虎出局。
2015年8月，庞拉尔莱特參加印尼雅加達舉行的世界羽毛球錦標賽，出戰男子單打項目，首圈就以0比2（8-21、11-21）不敵5號種子、中國的林丹出局。

## 主要比賽成績
只列出曾進入準決賽的國際賽事成績：
| 年份   | 賽事                         | 公開賽級別 | 項目     | 拍檔                       | 成績   |
| ------ | ---------------------------- | ---------- | -------- | -------------------------- | ------ |
| 2009年 | 波多黎各羽毛球國際賽         | 國際挑戰賽 | 男子單打 | －                         | 準決賽 |
| 2010年 | 泛美洲羽毛球錦標賽           | 其他       | 混合團體 | －                         | 亞軍   |
| 2010年 | 泛美洲羽毛球錦標賽           | 其他       | 男子單打 | －                         | 季軍   |
| 2010年 | 泛美洲羽毛球錦標賽           | 其他       | 混合雙打 | Cee Nantana Ketpura        | 季軍   |
| 2011年 | 泛美運動會羽毛球比賽         | 其他       | 男子雙打 | 哈林·哈里恩多              | 銀牌   |
| 2011年 | 聖多明哥羽毛球公開賽         | 國際系列賽 | 男子單打 | －                         | 準決賽 |
| 2012年 | 秘魯羽毛球國際賽             | 國際挑戰賽 | 男子單打 | －                         | 準決賽 |
| 2012年 | 巴西羽毛球國際賽             | 國際挑戰賽 | 男子單打 | －                         | 準決賽 |
| 2012年 | 巴西羽毛球國際賽             | 國際挑戰賽 | 男子雙打 | 周菲利浦                   | 亞軍   |
| 2012年 | 泛美洲羽毛球錦標賽           | 其他       | 混合團體 | －                         | 亞軍   |
| 2013年 | 秘魯羽毛球國際賽             | 國際挑戰賽 | 男子雙打 | 周菲利浦                   | 亞軍   |
| 2013年 | 巴西羽毛球國際賽             | 國際挑戰賽 | 男子單打 | －                         | 準決賽 |
| 2013年 | 巴西羽毛球國際賽             | 國際挑戰賽 | 男子雙打 | 周菲利浦                   | 冠軍   |
| 2013年 | 泛美洲羽毛球錦標賽           | 其他       | 混合團體 | －                         | 亞軍   |
| 2013年 | 泛美洲羽毛球錦標賽           | 其他       | 男子單打 | －                         | 亞軍   |
| 2014年 | 秘魯羽毛球國際賽             | 國際挑戰賽 | 男子雙打 | 周菲利浦                   | 準決賽 |
| 2014年 | 危地馬拉羽毛球國際賽         | 國際挑戰賽 | 男子雙打 | 周菲利浦                   | 準決賽 |
| 2014年 | 悉尼羽毛球國際賽             | 國際挑戰賽 | 男子單打 | －                         | 準決賽 |
| 2014年 | 悉尼羽毛球國際賽             | 國際挑戰賽 | 男子雙打 | 周菲利浦                   | 亞軍   |
| 2014年 | 泛美洲羽毛球錦標賽           | 其他       | 混合團體 | －                         | 亞軍   |
| 2014年 | 泛美洲羽毛球錦標賽           | 其他       | 男子雙打 | 周菲利浦                   | 亞軍   |
| 2014年 | 巴西羽毛球國際賽             | 國際挑戰賽 | 男子雙打 | 周菲利浦                   | 準決賽 |
| 2014年 | 美國羽毛球大獎賽             | 大獎賽     | 男子雙打 | 周菲利浦                   | 準決賽 |
| 2015年 | 南方共同市場羽毛球國際挑戰賽 | 國際挑戰賽 | 男子雙打 | 周菲利浦                   | 亞軍   |
| 2015年 | 泛美運動會羽毛球比賽         | 其他       | 男子雙打 | 周菲利浦                   | 金牌   |
| 2015年 | 智利羽毛球國際挑戰賽         | 國際挑戰賽 | 男子雙打 | 周菲利浦                   | 亞軍   |
| 2016年 | 巴西羽毛球國際賽             | 國際系列賽 | 男子雙打 | 周菲利浦                   | 準決賽 |
| 2016年 | 大溪地羽毛球國際挑戰賽       | 國際挑戰賽 | 男子雙打 | 周菲利浦                   | 亞軍   |
| 2017年 | 美國羽毛球國際系列賽         | 國際系列賽 | 男子雙打 | Calvin Lin                 | 準決賽 |
| 2017年 | 美國羽毛球國際系列賽         | 國際系列賽 | 混合雙打 | 陳桂雅                     | 亞軍   |
| 2018年 | 泛美洲羽毛球男女子團體錦標賽 | 其他       | 男子團體 | －                         | 亞軍   |
| 2018年 | 美國羽毛球國際系列賽         | 國際系列賽 | 男子單打 | －                         | 準決賽 |
| 2018年 | 美國羽毛球國際系列賽         | 國際系列賽 | 男子雙打 | Ferdinand Sinarta Surbakti | 亞軍   |
| 2018年 | 美國羽毛球國際系列賽         | 國際系列賽 | 混合雙打 | 許怡霏                     | 亞軍   |
| 2019年 | 美國羽毛球國際挑戰賽         | 國際挑戰賽 | 男子雙打 | Ferdinand Sinarta Surbakti | 準決賽 |
| 2020年 | 泛美洲羽毛球男女子團體錦標賽 | 其他       | 男子團體 | －                         | 季軍   |
| 2020年 | 烏干達羽毛球國際賽           | 國際系列賽 | 男子雙打 | Ferdinand Sinarta Surbakti | 準決賽 |

| 2007-2017年 | 首要超級賽 | 超級賽 | 黃金大獎賽 | 大獎賽 | 國際挑戰賽 | 國際系列賽 | 未來系列賽 | 其他 |

| 2018-2026年 | 總決賽 | 超級1000賽 | 超級750賽 | 超級500賽 | 超級300賽 | 超級100賽 | 國際挑戰賽 | 國際系列賽 | 未來系列賽 | 其他 |

### 奧運會和世錦賽參賽紀錄
|          | 搭檔     | 2011 | 2012 | 2013 | 2014 | 2015 | 2016       |
| -------- | -------- | ---- | ---- | ---- | ---- | ---- | ---------- |
| 男子單打 | －       | 64強 | －   | 64強 | 32強 | 64強 | －         |
|          |          |      |      |      |      |      |            |
| 男子雙打 | 周菲利浦 | －   | －   | 48強 | 48強 | 48強 | 小組第四名 |